# Bataille de Hohenfriedberg
 (mars 2018).
Guerre de Succession d'Autriche
Batailles
- Mollwitz (04-1741)
- Chotusitz (05-1742)
- Sahay (05-1742)
- Prague (06/12-1742)
- Dettingen (06-1743)
- Cap Sicié (02-1744)
- 19 mai 1744
- Menin (05/06-1744)
- Ypres (06-1744)
- Furnes (07-1744)
- Fribourg (11-1744)
- Tournai (04/06-1745)
- Pfaffenhofen (04-1745)
- Fontenoy (05-1745)
- Hohenfriedberg (06-1745)
- Melle (07-1745)
- Gand (07-1745)
- Bruges (07-1745)
- Audenarde (07-1745)
- Termonde (08-1745)
- Ostende (08-1745)
- Nieuport (08/09-1745)
- Ath (09/10-1745)
- Soor (09-1745)
- Hennersdorf (11-1745)
- Kesselsdorf (12-1745)
- Culloden (04-1746)
- Mons (06/07-1746)
- Bruxelles (01/02-1746)
- Namur (09-1746)
- Charleroi (07/08-1746)
- Lorient (09/10-1746)
- Rocourt (10-1746)
- Cap Finisterre (1er) (05-1747)
- Lauffeld (07-1747)
- Bergen-op-Zoom (07/09-1747)
- Cap Finisterre (2e) (10-1747)
- Saint-Louis-du-Sud (03-1748)
- 18 mars 1748
- Maastricht (04/05-1748)

Campagnes italiennes
- Combat de Saint-Tropez (06-1742)
- Camposanto (02-1743)
- Villafranca (04-1744)
- Casteldelfino (07-1744)
- Velletri (08-1744)
- Madonne de l'Olmo (09-1744)
- Bassignana (09-1745)
- Josseau (10-1745)
- Plaisance (06-1746)
- Tidone (08-1746)
- Rottofreddo (08-1746)
- Gênes (1er) (12-1746)
- Gênes (2e) (07-1747)
- Assietta (07-1747)

La bataille de Hohenfriedberg ou de Hohenfriedeberg (maintenant Dobromierz en Pologne) eut lieu le 4 juin 1745, entre Autrichiens et Prussiens pendant la guerre de Succession d'Autriche. Ce fut un des triomphes de Frédéric le Grand.

## Contexte
Essayant de reprendre la Silésie aux Prussiens, les Autrichiens sont vaincus à la bataille de Mollwitz. Ils envoient alors une grande armée sous le commandement du prince Charles-Alexandre de Lorraine, beau-frère de Marie Thérèse d'Autriche.
Frédéric II a une très médiocre opinion de ses adversaires, prédisant que le prince Charles-Alexandre de Lorraine « commettra bien quelques erreurs stupides ». En fait, Frédéric compte sur le fait que Charles essayera de traverser les monts des Géants, et construit toute sa stratégie sur cette hypothèse. Pendant plusieurs jours, ses hussards, commandés par Hans Joachim von Zieten, surveillent le passage. Finalement, le 30 mai, Charles-Alexandre de Lorraine traverse effectivement la montagne. C'est le moment qu'attend Frédéric pour frapper.
L'affrontement doit avoir lieu près de Striegau. Le plan de Frédéric prévoit de marcher de nuit, dans le plus grand secret, traverser le pont, diviser l'ennemi en attaquant d'abord à gauche le camp des Saxons, avant d'encercler le reste de l'armée. 
La surprise doit être totale, les feux de camp ont été laissés allumés devant les tentes. Les soldats se mettent en marche dans le plus grand silence, sous le commandement de Peter Ludwig du Moulin (en), dont le premier objectif est de gagner les deux collines qui se trouvent devant les lignes saxonnes : le Hohenfriedberg et le Galgenberg ; mais le plan tourne court, car le pont ne peut être traversé de front par la troupe et forme un goulet d'étranglement sur la rive.

## La bataille

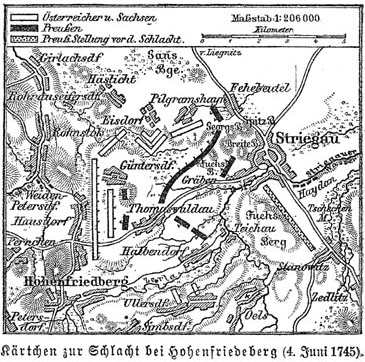
Carte de la bataille

Une petite unité autrichienne occupe ces deux collines depuis la veille. Immanquablement, l'alerte serait rapidement donnée après la découverte des assaillants et l’effet de surprise réduit à néant. Aussi le général du Moulin préfère-t-il contourner les collines et attaque les Saxons à Pilgrimshain vers 7 heures du matin.
Le duc de Weissenfels, commandant des Saxons, obtient bien qu'un peu de cavalerie vienne à son secours, mais la cavalerie prussienne les charge et les repousse. L'infanterie prussienne attaque le reste du camp et rapidement met les Saxons en déroute. L'aile gauche des Saxons, soit la moitié de l'armée alliée, est totalement anéantie en 3 heures.
Au même moment, les Autrichiens, encore dans leur camp situé plus loin au sud , davantage protégés par le fleuve, sont alertés par les bruits de la bataille et dépêchent quelques unités vers le front. Une partie de l'armée prussienne qui ne se trouvait pas encore sur la rive nord de la Striegau se dirige, spontanément semble-t-il, à l'ouest, à la recherche d'un passage pour traverser la rivière. 
L'effondrement du pont de la petite ville de Graben oblige le commandant de cavalerie, von Ziethen, à chercher plus au sud un gué praticable pour la cavalerie et les mules chargées de l'approvisionnement. 
Alors que la cavalerie autrichienne est réputée pour être la meilleure du moment, une charge de la cavalerie prussienne la cueille littéralement au vol. Dans le camp, l'infanterie autrichienne tente de former une ligne et résiste désespérément.
Une forte rafale de vent souffle la poussière et la fumée des mousquets, laissant voir une ouverture entre les lignes prussiennes, dans laquelle se rue l'infanterie autrichienne. C'est à ce moment que les dragons prussiens de Bayreuth, composés de 1 500 cavaliers, décident du sort de la bataille. Se déployant en ligne, ils chargent la première colonne autrichienne, avant de s'attaquer à la suivante. 
Les Autrichiens, dépassés en nombre, abandonnés par leurs alliés Saxons, sans protection de cavalerie, sont anéantis par cette charge de cavalerie et se rendent en masse. Face à des milliers de fantassins, les dragons de Bayreuth n'ont perdu que 94 cavaliers.

## Bilan

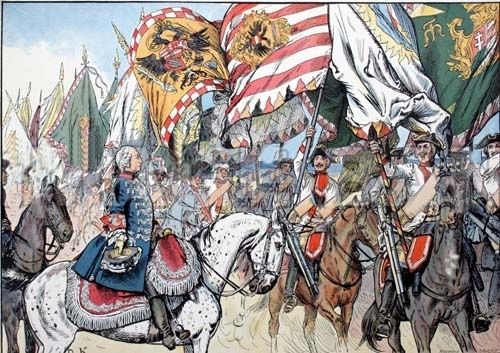
Peinture représentant Frédéric II et ses soldats après la bataille.

Cette bataille était une grande victoire pour Frédéric, que ses contemporains appellent déjà « Frédéric le Grand ».
Les Autrichiens et les Saxons comptent 4000 morts ou blessés, 7000 prisonniers dont 4 généraux, et 66 canons[réf. nécessaire].
Les Prussiens n'ont perdu que 2000 hommes[réf. nécessaire]. La charge des dragons de Bayreuth a été étudiée plus tard par des officiers prussiens et allemands et peut-être considérée comme modèle. Frédéric le Grand avait inculqué à son armée l'esprit d'agressivité et d'autonomie tactique, ce qu'on appellera plus tard l’Auftragstaktik (mission tactique). En outre, l'encerclement et l'annihilation de l'infanterie autrichienne, la façon rapide et décisive dont cette bataille s’est jouée est également souvent comparée à la Bewegungskrieg, généralement connue comme Blitzkrieg (guerre éclair). Le Prince Charles de Lorraine a été battu comme il l'avait été à la bataille de Chotusitz. 
Cette bataille prouvait que les Prussiens étaient tout à fait capables de se dresser contre un ennemi numériquement supérieur et l’écraser. 
Frédéric II aurait, lui-même, composé une marche militaire Der Hohenfriedberger en l'honneur de cette bataille[réf. souhaitée].